# Schloss Montjeu

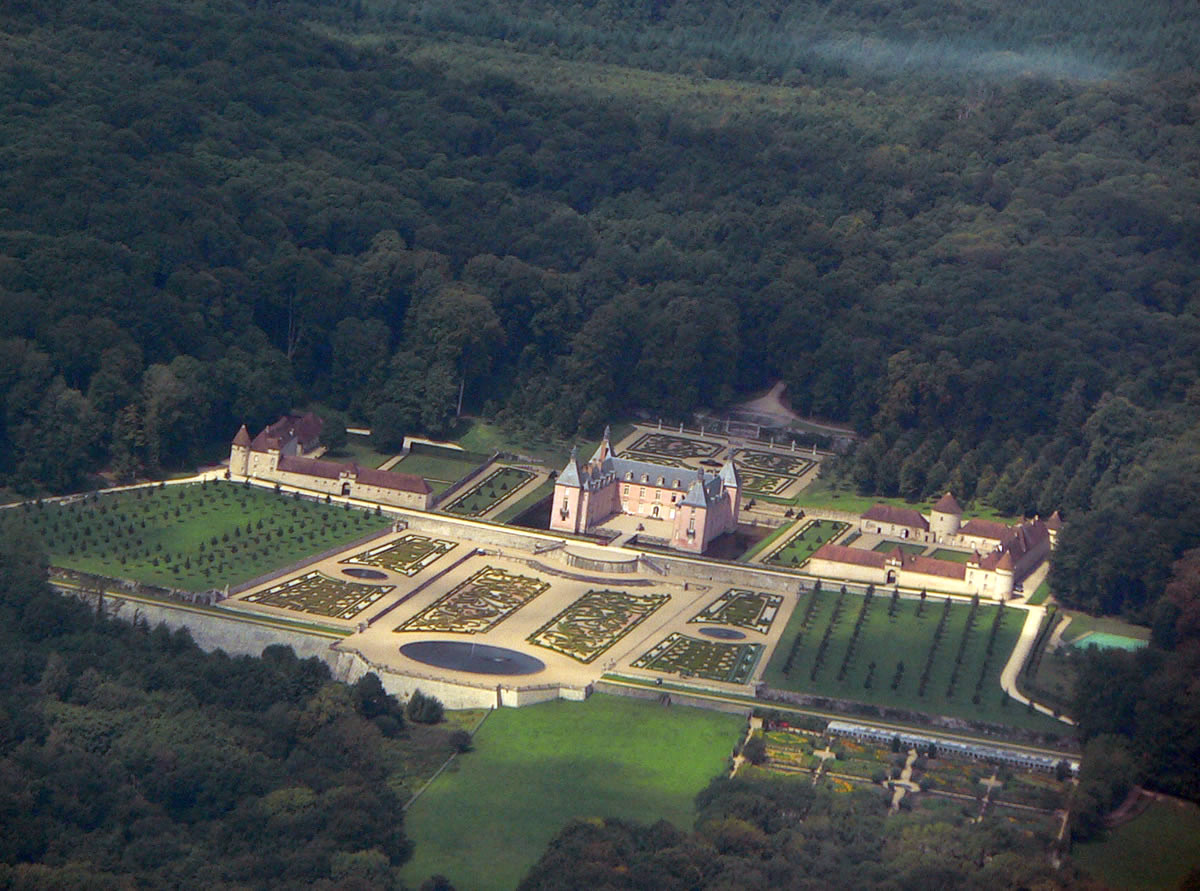
Luftbild der Schlossanlage

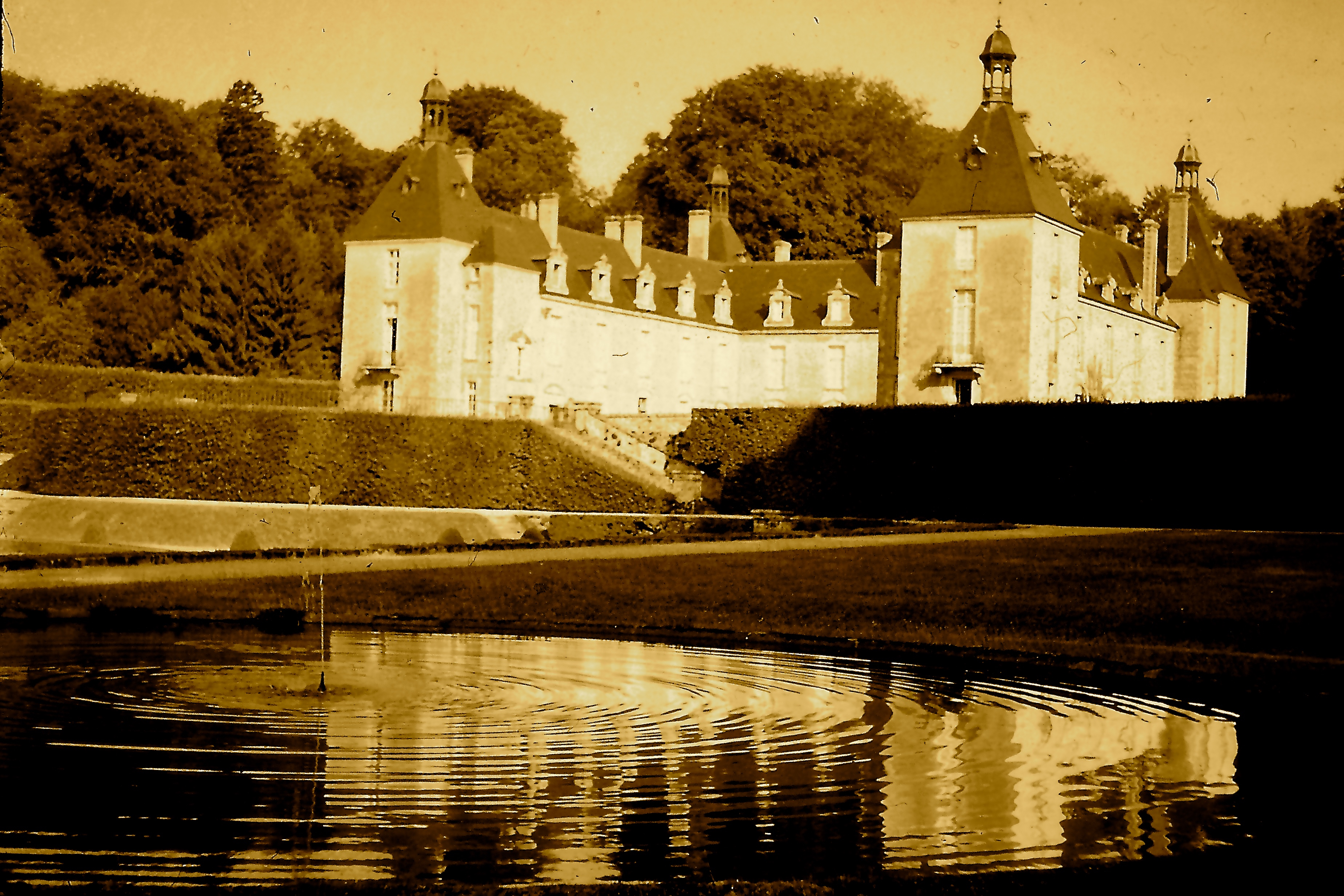
Ansicht des Schlosses von Südosten

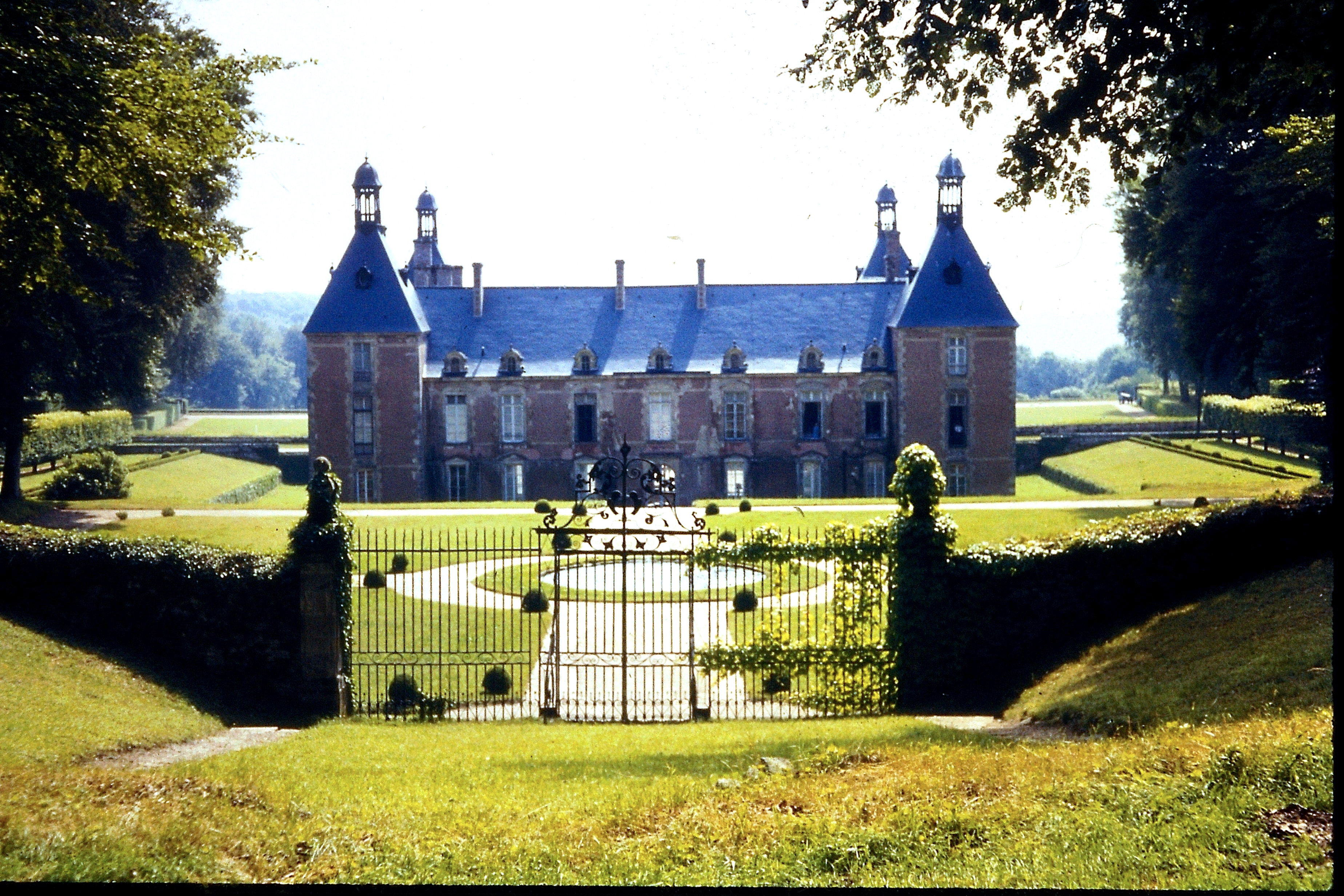
Ansicht des Schlosses von Nordwesten

Das Schloss Montjeu (französisch Château de Montjeu) ist eine Schlossanlage auf dem Gebiet der französischen Gemeinde Broye im Département Saône-et-Loire der Region Bourgogne-Franche-Comté. Das Schloss steht auf einem Berg oberhalb der Stadt Autun (deshalb der Name Montjeu, benannt nach dem lateinischen mons Jovis, was auf Deutsch „Berg des Jupiters“ heißt).

## Beschreibung
Das Schloss liegt innerhalb eines über 700 ha großen, bewaldeten Schlossparks mit drei Seen. Dieser ist von einer über 10 km langen Mauer umgeben, angeblich der zweitlängsten Schlossmauer Frankreichs. Die Anlage wurde zwischen 1606 und 1622 von Pierre Jeannin errichtet und am 9. Dezember 1929 als Monument historique in die nationale Denkmalliste Frankreichs eingeschrieben (inscrit). Einzelne Teile sind seit dem 19. April 1958 zusätzlich als klassifiziertes Kulturdenkmal geschützt (classé). Da sich das Schloss in Privatbesitz befindet, ist es für die Öffentlichkeit nicht zugänglich.

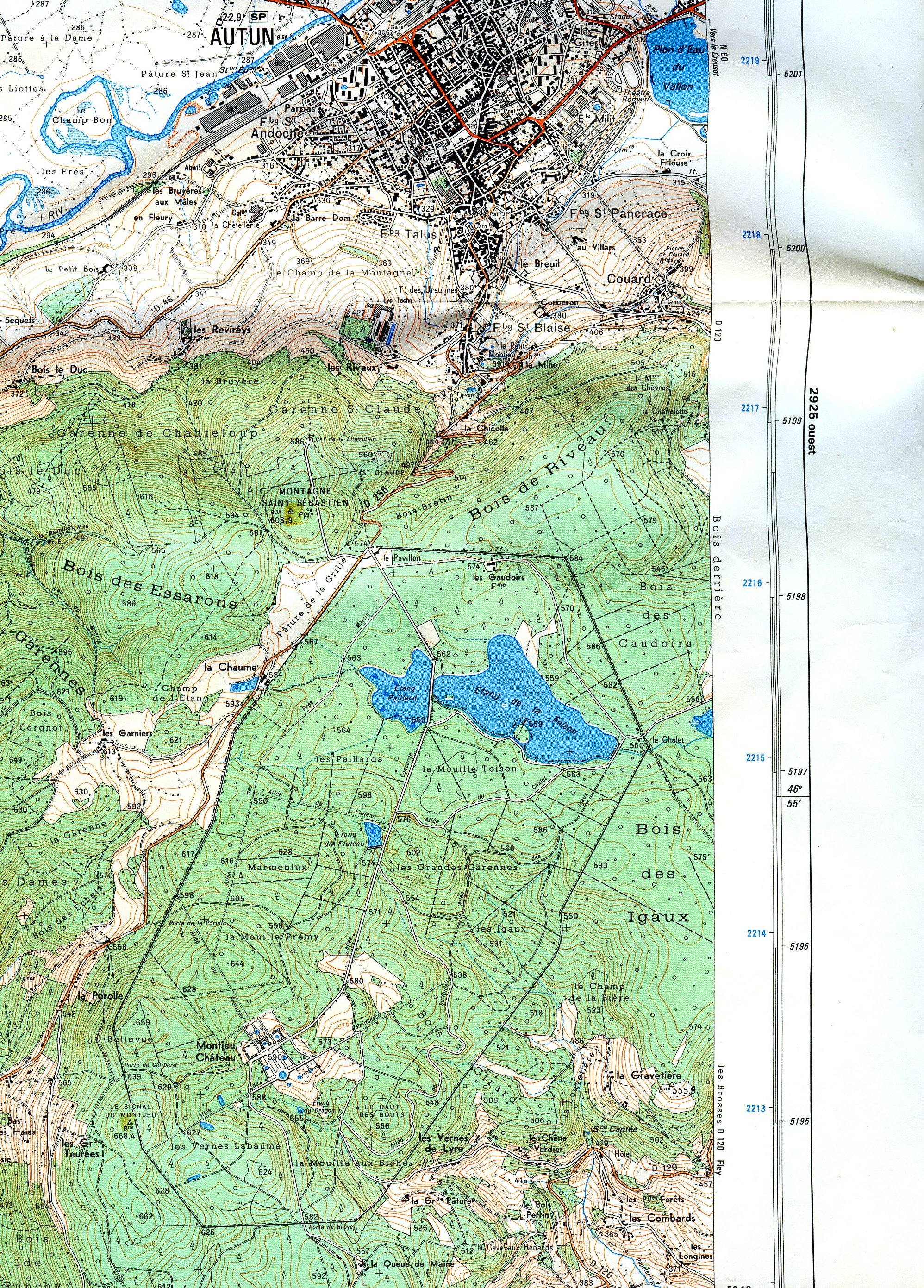
Lage von Chateau de Montjeu und der begrenzenden ca. 10,6 km langen Schlossmauer, Maßstab 1:25000

## Geschichte
Die Familien von Riveau und Ostun waren im Mittelalter die Herren von Montjeu. Im Jahr 1586 erwarb es Pierre Jeannin Autunois, Präsident des Parlements von Dijon und Berater von Heinrich IV. Er begann im Jahr 1606 mit dem Bau des Schlosses. Nach seinem Tod 1623 baute sein Schwiegersohn Pierre de Castille die großen Treppen des Parks und vollendete die Ausschmückung der Kapelle. Sein Enkel Nicolas Jeannin von Kastilien (gestorben 1691) baute den Südflügel des Schlosses und realisierte die französischen Gärten.
1734 nahm Voltaire in der Kapelle an der Hochzeit von Élisabeth Sophie de Lorraine mit Marschall de Richelieu teil. Im darauf folgenden Jahr beschädigte ein Brand das Hauptgebäude. 1749 wurde Montjeu von Anne Catherine de Bauldry de Villaines, der Witwe des Präsidenten d’Aligre erworben, welche die Zugbrücken vor und hinter dem Schloss durch gemauerte Brücken ersetzte. Das Anwesen ging an ihren Enkel, Le Peletier de Saint-Fargeau, der 1893 starb.
Willy Manchot, Schlosseigentümer ab Ende der 1950er Jahre, ließ die Anlage nach einem schweren Brand im November 1963 reparieren. Das Feuer hatte das gesamte Innere des Hauptgebäudes, insbesondere die Galerie im ersten Geschoss, zerstört und den Nordflügel beschädigt.
In den späten 1980er Jahren wurde das Schloss vom Milliardär James Goldsmith gekauft. Er begann mit der Innen- und Außenrestaurierung sowie der Rekonstruktion der französischen Gärten und Springbrunnen, die sich in einem erbärmlichen Zustand befanden.